# HW-01K
ドコモ スマートフォン HUAWEI P20 Pro HW-01K（ドコモ スマートフォン ファーウェイ ピー トゥエンティー プロ エイチダブルゼロイチケー）は、中国のファーウェイによって日本国内向けに開発された、NTTドコモの第4世代移動通信システム（PREMIUM 4G）・第3.9世代移動通信システム（Xi）・第3世代移動通信システム（FOMA）対応端末である。ドコモ スマートフォン（第2期）のひとつ。

## 概要
世界初となる、トリプルレンズカメラを搭載している。なお、このトリプルレンズカメラは、ドイツの光学機器メーカー『Leica』との協業によるものである。
日本向けのカスタマイズが施されており、おサイフケータイと防水（IPX7）・防塵（IP6X）に対応している。また、ドコモのVoLTEや、下り最大988Mbpsのネットワークもサポートしている。
国内では、他社やSIMフリーでの発売はなく、ドコモの独占販売となっていることから、MNPでの割引額が非常に大きく設定されているのが特徴。なお、ファーウェイ製のスマートフォンがドコモから発売されるのは、2013年5月に発売された『Ascend D2 HW-03E』以来5年ぶりである。
キャッチコピーは、「"世界初 LeicaトリプルカメラとAIがスマホの未来を創る。"」。

## 主な機能
- メインカメラは、4000万画素（カラー）+2000万画素（モノクロ）+800万画素（ズーム）のトリプルレンズカメラを搭載している（※いずれもLeica製）。レンズのF値は、カラーがF1.8、モノクロがF1.6、ズームがF2.4となっている[5]。

- AIによる撮影アシストが強化されており、被写体やシーンをAIが見分けて自動でモードを切り替える『AIシーン判定』機能を搭載している。『AIシーン判定』には、「猫」「フード」「グループ写真」「自然な色彩」「クローズアップ」「夜景」「文字」「草木」「ポートレート」「犬」「花火」「青空」「花」「舞台/ライブ」「文書スキャン」「日の出/日の入り」「雪」「滝」「ビーチ」といった、合計19の被写体やシーンが用意されている。例えば、屋外で空を広くとった構図にすると、自動で「青空」と認識され、空の青色を強調して、白飛びしないように明るさの調整も行ってくれる。また、「夜景」モードの場合は、撮影する際に発生しがちな手ブレをAIが強力に補正する『HUAWEI AIS』（AI手ぶれ補正）により、三脚がなくても鮮明な夜景を撮影することが可能。（※HUAWEI AISは、動画撮影の際にも有効となる）[5][6][7][8]。

- 劣化の少ないズームが5倍まで可能なハイブリッドズームに対応しており、撮影中には、1倍、3倍、5倍をワンタッチで切り替えられるボタンが表示される。また、ズームで撮影した写真は、処理が施されることによって、画質の劣化が非常に少ないのが特徴[5]。

## 歴史
- 2018年2月27日 – フランス・パリで行われた新製品発表会にて、ファーウェイよりグローバルモデル発表[9]。（※この時点では、日本国内での発売は未定）
- 2018年5月16日 – NTTドコモより公式発表[10]。
- 2018年6月15日 – 発売開始[11]。

## アップデート
2018年7月10日
- ドコモメールが自動受信できない場合がある不具合を改善。
- セキュリティの更新（セキュリティパッチレベルが2018年7月に）。

2018年7月25日
- より快適に利用できるように品質を改善。

2018年10月9日
- まれにGoogle Chromeで作成したWebページのショートカットが消える場合がある不具合を改善。
- セキュリティの更新（セキュリティパッチレベルが2018年10月に）。

2019年1月15日
- より快適に利用できるように品質を改善。
- セキュリティの更新（セキュリティパッチレベルが2018年12月に）。

2019年3月25日
- より快適に利用できるように品質を改善。
- セキュリティの更新（セキュリティパッチレベルが2019年3月に）。

2019年10月15日
- OSアップデート
- Android 9に対応
- セキュリティの更新（セキュリティパッチレベルが2019年9月に）。

2019年12月3日
- セキュリティの更新（セキュリティパッチレベルが2019年11月に）。

2020年1月17日
- セキュリティの更新（セキュリティパッチレベルが2019年12月に）。

2020年6月3日
- セキュリティの更新（セキュリティパッチレベルが2020年3月に）。

2020年6月29日
- より快適に利用できるように品質を改善。
- セキュリティの更新（セキュリティパッチレベルが2020年6月に）。